# دردارية
الدردارية أو البوقيصية أو الأنْجُريَّات أو الغَارْغَاجيات (الاسم العلمي: Ulmaceae) هي فصيلة نباتية تتبع رتبة الورديات من طائفة الثنائيات الفلقة
وتنتشر أنواع هذه الفصيلة على نطاق واسع في جميع أنحاء المنطقة الشمالية المعتدلة مناخيًا، كما أنها تنتشر بشكل متفرق في أماكن أخرى باستثناء أستراليا
كان في السابق يتم التعامل مع هذه الفصيلة على أنها تشمل الميس وأنواعه، ولكن التحليل الذي قام به أعضاء مجموعة علم تطور السلالات الخاص بالنباتات كاسية البذور (بالإنجليزية: Angiosperm Phylogeny Group)‏ يشير إلى أنه من الأفضل أن تُنسب هذه الأنواع إلى الفصيلة القنبية. ويعد التحديد الوارد في جدول التصنيف أحد مقترحات بي ستيفنز في موقعه الإلكتروني الخاص بتطور سلالات النباتات كاسية البذور في حديقة ميسوري النباتية، ويتضمن معلومات عن الحدائق النباتية الملكية، كيو سلالات النباتات الوعائية وقائمة بالأنواع المختلفة. بعض التصنيفات تتضمن أيضًا نوع أمبلوسيرا (Ampelocera).

## الوصف
هذه السلالة هي مجموعة من الأشجار دائمة الخضرة أو المتساقطة والشجيرات ذات مواد صمغية في الأوراق وأنسجة القلف. تتغير أوراق السيقان عادة. نصل الورقة بسيط (غير مركب)، وحوافها (سلسة) بالكامل أو مسننة بتفاوت، وغالبًا ما تكون قاعدتها غير متماثلة. الزهور صغيرة وإما أن تكون ثنائية الجنس بالكامل أو أحادية الجنس بالكامل. الفاكهة جناحية لا تتشقق عند النضوج، أو جوز، أو مفردة النواة. توفرشجرة البق نوعًا مهمًا من الأشجار الخشبية يدخل غالبًا في صناعة الأثاث، والنبتة الحمراء، الدردار الزلق وهو النباتات الطبية معروف بميزة التسكين التي يتميز بها القلف الداخلي لهذا النبات. كما أن نبات البلانيرا المائية {{|Planera aquatica}} أيضًا من أنواع النباتات الخشبية. تتم زراعة كل من نبات البلانيرا وشجرة البق، والزلكوفا أشجار الزينة.

## الجنس النموذجي
الجنس النموذجي لهذه الفصيلة هو جنس الدردار.

## أجناس
- الدردار (بالإنجليزية: Ulmus)‏
- الأمبلوسيرا (بالإنجليزية: Ampelocera)‏
- الزلكوفا (بالإنجليزية: Zelkova)‏
- الفلستلون (بالإنجليزية: Phyllostylon)‏
- البلانيرا (بالإنجليزية: Planera)‏
- الشايتشمي (بالإنجليزية: Chaetachme)‏
- الشايتكمي (بالإنجليزية: Chaetacme)‏
- الدردار النصفي (بالإنجليزية: Hemiptelea)‏
- الدردار الكامل (بالإنجليزية: Holoptelea)‏